# John Holland (Leichtathlet)
John Holland (John Macfarlane „Dutch“ Holland; * 20. Dezember 1926 in Auckland; † 9. Juni 1990) war ein neuseeländischer Leichtathlet, der vorwiegend im Hürdenlauf antrat.
Nachdem Holland bei den Olympischen Spielen 1948 in London im 400-Meter-Hürdenlauf noch den Finaleinzug verpasst hatte, feierte er bei den British Empire Games 1950 in seiner Heimatstadt seine ersten internationalen Medaillenerfolge. Im 440-Yards-Hürdenlauf gewann er hinter Duncan White aus Ceylon die Silbermedaille. Zudem belegte er zusammen mit seinen Mannschaftskollegen David Batten, Derek Stewart und Jack Sutherland den dritten Rang in der 4-mal-440-Yards-Staffel. Über 120 Yards Hürden wurde er Fünfter.
Sein wohl bedeutendstes Resultat gelang Holland bei den Olympischen Spielen 1952 in Helsinki. Im 400-Meter-Hürdenlauf errang er hinter dem US-Amerikaner Charles Moore und Juri Litujew aus der Sowjetunion die Bronzemedaille.
Daneben wurde der 1,91 m große und 81 kg schwere Holland elfmal Neuseeländischer Meister. Am 23. Februar 1952 stellte er in Hamilton über 440 Yards Hürden mit 52,2 s (entspricht 51,9 s über 400 m Hürden) einen neuseeländischen Rekord auf, der erst mehr als zehn Jahre später von Roger Johnson gebrochen wurde.  
Holland war verheiratet und hatte zwei Söhne. Ursprünglich war er Lehrer, arbeitete jedoch später lange Zeit für den Mineralölkonzern Shell.